# Pom Poms
Pom Poms è un singolo del gruppo musicale statunitense Jonas Brothers, pubblicato nel 2013 ed estratto dall'album Live.

## Tracce
- Download digitale

1. Pom Poms – 3:18

## Video
Il videoclip della canzone è stato diretto dal regista statunitense Marc Klasfeld.